# Contel
ConTel Corporation (Continental Telephone) foi a terceira maior empresa de telefonia independente nos Estados Unidos antes da desregulamentação 1996 telecom. Foi adquirida pela GTE em 1991.

## Satélites
| Satélite | Fabricante         | Data do lançamento   | Veiculo de lançamento | Estado  | Nota                                                                                |
| -------- | ------------------ | -------------------- | --------------------- | ------- | ----------------------------------------------------------------------------------- |
| ASC-1    | RCA Astro/GE Astro | 27 de agosto de 1985 | Discovery             | Inativo | Antigo AmerSat 1                                                                    |
| ASC-2    | RCA Astro/GE Astro | 13 de abril de 1991  | Delta 7125            | Inativo | Antigo AmerSat, posteriormente rebatizado para Spacenet 4                           |
| ASC-3    | RCA Astro/GE Astro |                      |                       | Vendido | O satélite foi vendido antes de ser lançado para a PanAmSat e rebatizado para PAS-1 |

1. ↑  «Company History» (em inglês). GTE Corporation. Consultado em 10 de agosto de 2014
2. 1 2 3  «ASC 1, 2 / Spacenet 4» (em inglês). Gunter's Space Page. Consultado em 10 de agosto de 2014